# I Feel like a Bullet (in the Gun of Robert Ford)
I Feel like a Bullet (in the Gun of Robert Ford) è un brano composto ed interpretato dall'artista britannico Elton John; il testo è di Bernie Taupin.

## Il brano
Proveniente dall'album Rock of the Westies (1975), fu pubblicato come singolo (insieme a Grow Some Funk of Your Own) il 12 gennaio 1976.
Musicalmente parlando, presenta la nuova formazione della Elton John Band (composta, oltre che dallo storico chitarrista Davey Johnstone e dal percussionista Ray Cooper, anche dal bassista Kenny Passarelli, dal batterista Roger Pope, dal chitarrista Caleb Quaye e dal tastierista James Newton Howard). Il testo di Bernie paragona l'assassinio del famoso bandito Jesse James da parte di Robert Ford ad una storia d'amore finita.
Il doppio singolo Grow Some Funk of Your Own/I Feel like a Bullet (in the Gun of Robert Ford) non raggiunse alcuna posizione nella classifica britannica, mentre si posizionò al quattordicesimo posto nella classifica statunitense Billboard Hot 100.